# Raef LaFrentz
Raef Andrew LaFrentz (* 29. Mai 1976 in Hampton, Iowa, Vereinigte Staaten) ist ein ehemaliger US-amerikanischer Basketballspieler. Der 2,11 Meter große LaFrentz wurde hauptsächlich als Power Forward, bisweilen auch als Center eingesetzt.

## Karriere
LaFrentz gehörte in seiner Jugend zu den USA-weit besten Spielern seines Jahrgangs. Er ging 1994 an die University of Kansas und war auch dort erfolgreich. Als Spieler der von Trainer Roy Williams betreuten Hochschulmannschaft erzielte er bis 1998 insgesamt 2006 Punkte sowie 1186 Rebounds und stand damit zum Zeitpunkt seines Abschieds in beiden Wertungen auf dem zweiten Rang der ewigen Bestenliste der University of Kansas. Seine 138 geblockten gegnerischen Würfe waren der achthöchste Wert. 1996/97 und 1997/98 wurde LaFrentz als bester Spieler der Big-12-Conference ausgezeichnet.
Im NBA-Draft von 1998 wurde LaFrentz von den Denver Nuggets an dritter Stelle aufgerufen und stand in seinen ersten zwölf NBA-Einsätzen jeweils in der Anfangsaufstellung und zog sich dann einen Kreuzbandriss im linken Knie zu. Nach einem Eingriff und acht Monaten Pause kehrte er zurück.
LaFrentz wurde nach seiner Rückkehr wieder Stammspieler erhielt in den kommenden Jahren in Denver Einsatzzeiten von rund 30 Minuten je Begegnung und verbuchte in jeder Saison im Mittel zweistellige Punktwerte. Im Februar 2001 gab ihn Denver an die Dallas Mavericks ab. Mit LaFrentz und Nick Van Exel schickte Denver seine zu diesem Zeitpunkt besten Korbschützen zu den Texanern, auch Avery Johnson und Tariq Abdul-Wahad kamen im Rahmen des Tauschgeschäfts nach Dallas. Denver erhielt im Gegenzug neben einem Geldbetrag und einem Auswahlrecht im kommenden Draftverfahren auch die zuvor in Dallas beschäftigten Spieler Juwan Howard, Tim Hardaway und Donnell Harvey.
In Dallas stand LaFrentz an der Seite von Dirk Nowitzki anfangs ebenfalls regelmäßig in der Anfangsaufstellung. Ende Juli 2002 statteten die Texaner LaFrentz mit einem neuen Vertrag aus, der eine Laufzeit von sieben Jahren beinhaltete. Er kam mit Dallas zweimal in die Playoffs, in der Saison 2002/03 sank seine Einsatzzeit im Vergleich zu den Vorjahren deutlich. Im Oktober 2003 wurde er gegen Combo Forward Antoine Walker von den Boston Celtics getauscht, fiel aber bereits ab Mitte November 2003 wegen Kniebeschwerden aus und kam in der Saison 2003/04 nur auf 17 Einsätze für Boston. In der Saison 2004/05 stand er bei 80 Spielen für die Mannschaft stets in der Anfangsaufstellung.
2006 wurde er zu den Portland Trail Blazers transferiert. Ende September 2008 musste ein Eingriff an der Schulter vorgenommen werden. Nach 598 NBA-Einsätzen beendete er seine Laufbahn. LaFrentz gehörte in der Liga zeitweise zu den besten Wurfblockern, in der Saison 2001/02 gelangen ihm im Schnitt drei je Begegnung.

## Länderspielkarriere
2002 war LaFrentz Teil der US-Nationalmannschaft, die im selben Jahr bei der Basketball-WM im eigenen Land den sechsten Platz belegte. Das Ergebnis wurde von US-Medien als großer Misserfolg gewertet.

## Privatleben
LaFrentz stammt aus einer Basketball-Familie. Sein Vater Andrew war ein Amateur-Basketballer und Trainer bei Northern Iowa, was ihm Raefs Schwester Ann gleichtat. Zudem wählte LaFrentz seine langjährige Trikotnummer 45, weil sein Vater sie vorher getragen hatte.
Seine Eltern gaben LaFrentz den eher ungewöhnlichen Vorname Raef in Anlehnung an die Figur des „Rafe Copeley“ aus dem Film Home from the Hill.